# 焦耳-湯姆孫效應

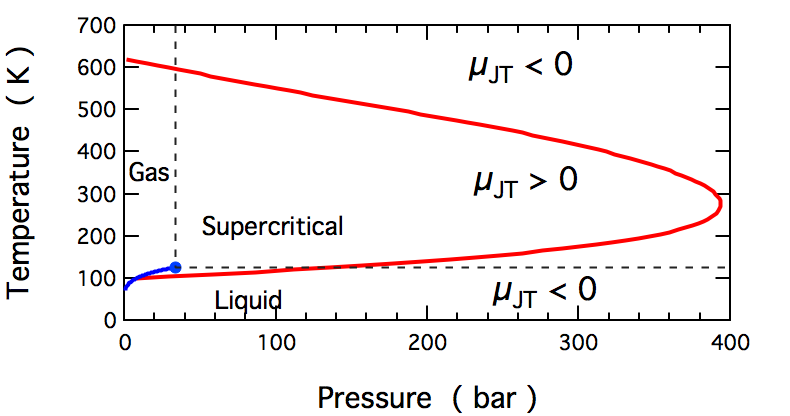
氮气的焦耳-汤姆孙效应系数在不同温度，压力下的正负值

焦耳-湯姆森效應是指氣體會因在等焓的環境氮气的膨脹，而使溫度上升或下降。這個過程稱為焦耳-湯姆森過程。
這以詹姆斯·焦耳和開爾文男爵命名。

## 描述
各種氣體定律說明了溫度、壓力和體積。當體積不可逆回地上升，這些定律不能清楚說明壓力和溫度的改變。而在可逆絕熱過程中，氣體膨脹做了正功，因此溫度下降。
可是，真實氣體（相對理想氣體而言）在等焓環境下自由膨脹，溫度會上升或下降（是哪方看初始溫度而定）。對於給定壓力，真實氣體有一個焦耳-湯姆森反轉溫度，高於溫度時氣體溫度會上升，低於時氣體溫度下降，剛好在這溫度時氣體溫度不變。許多氣體的在1大氣壓力下的反轉溫度高於室溫。

## 焦耳-湯姆森系數
在焦耳-湯姆森過程，溫度隨壓力的改變稱為焦耳-湯姆森系數：
{\displaystyle \mu _{JT}=\left({\partial T \over \partial P}\right)_{H}}
對於不同氣體，在不同壓力和溫度下，{\displaystyle \mu _{JT}}的值不同。{\displaystyle \mu _{JT}}可正可負。考慮氣體膨脹，此時壓力必下降，故{\displaystyle dP<0}。
| {\displaystyle \mu _{JT}}是 | 因為{\displaystyle dP}是 | 因此{\displaystyle dT}必是 | 氣體 |
| --------------------------- | ------------------------ | -------------------------- | ---- |
| +                           | -                        | -                          | 冷卻 |
| -                           | -                        | +                          | 變暖 |

若{\displaystyle \mu _{JT}=0}，則溫度不隨壓力也不隨體積而變，此時氣體位於反轉點，而此溫度稱之反轉溫度。

氦和氫在1個大氣壓力下，反轉溫度相當低（例如氦便是−222℃）。因此，這兩種氣體在室溫膨脹時溫度上升。
對於理想氣體，{\displaystyle \mu _{JT}=0}。

## 原理
溫度下降：當氣體膨脹，分子之間的平均距離上升。因為分子間吸引力，氣體的位能上升。因為這是等焓過程，系統的總能量守恆，所以位能上升必然會令動能下降，故此溫度下降。
溫度上升：當分子碰撞，動能暫時轉成位能。由於分子之間的平均距離上升，每段時間的平均碰撞次數下降，位能下降，因此動能上升，溫度上升。
低於反轉溫度時，前者的影響較為明顯，高於反轉溫度時，後者影響較明顯。

## 焦耳第二定律
很容易证实，对于由合适的微观假设定义的理想气体，αT = 1，因此在焦耳-汤姆逊膨胀下这种理想气体的温度变化为零。对于这样一种理想的气体，这个理论结果意味着： 
理想气体的固定质量的内部能量仅取决于其温度（而非压力或体积）。
这个规则最初是由焦耳实验发现的，它被称为焦耳第二定律。当然，更精确的实验发现了重要的偏差。 